# Sodankylä
Sodankylä (en sami:Suáđigil, Soađegilli, Suäˊđjel) és un municipi de Finlàndia dins la Lapònia Finlandesa. Té 8.773 habitants (2011) i ocupa una superfície de 12.415 km² dels quals 718 km² són ocupats per l'aigua Aquest municipi té dues llengües oficials, el finès i el sami del nord.
Des de 1986 és seu del Festival de cinema del Sol de Mitja nit (Sodankylän elokuvajuhlat).
Hi ha un radar científic EISCAT als afores en l'observatori geofísic.

## Geografia

### Clima
El clima és subàrtic de taigà,el mes més fred és gener ab -14,5 °C i el més càlid és juliol amb 14,3 °C. La pluviometria anual és de 507 litres amb elmàxim a l'estiu, de mitjana hi cauen 337 cm de neu i la insolació anual és de 1.542 hores de sol a l'any.
| Dades climàtiques a Sodankylä                                   | Dades climàtiques a Sodankylä | Dades climàtiques a Sodankylä | Dades climàtiques a Sodankylä | Dades climàtiques a Sodankylä | Dades climàtiques a Sodankylä | Dades climàtiques a Sodankylä | Dades climàtiques a Sodankylä | Dades climàtiques a Sodankylä | Dades climàtiques a Sodankylä | Dades climàtiques a Sodankylä | Dades climàtiques a Sodankylä | Dades climàtiques a Sodankylä | Dades climàtiques a Sodankylä |
| Mes                                                             | gen                           | febr                          | març                          | abr                           | maig                          | juny                          | jul                           | ag                            | set                           | oct                           | nov                           | des                           | anual                         |
| --------------------------------------------------------------- | ----------------------------- | ----------------------------- | ----------------------------- | ----------------------------- | ----------------------------- | ----------------------------- | ----------------------------- | ----------------------------- | ----------------------------- | ----------------------------- | ----------------------------- | ----------------------------- | ----------------------------- |
| Màxima rècord °C (°F)                                           | 6.5 (43.7)                    | 6.5 (43.7)                    | 8.5 (47.3)                    | 14.6 (58.3)                   | 26.9 (80.4)                   | 30.5 (86.9)                   | 30.9 (87.6)                   | 28.2 (82.8)                   | 23.0 (73.4)                   | 13.5 (56.3)                   | 9.2 (48.6)                    | 10.3 (50.5)                   | 30.9 (87.6)                   |
| Màxima mitjana °C (°F)                                          | −9.5 (14.9)                   | −8.3 (17.1)                   | −2.6 (27.3)                   | 2.6 (36.7)                    | 9.6 (49.3)                    | 16.6 (61.9)                   | 19.4 (66.9)                   | 16.1 (61)                     | 9.8 (49.6)                    | 2.3 (36.1)                    | −4.3 (24.3)                   | −7.9 (17.8)                   | 3.6 (38.5)                    |
| Mínima mitjana °C (°F)                                          | −19.6 (−3.3)                  | −18.2 (−0.8)                  | −13 (9)                       | −7.4 (18.7)                   | 0.0 (32)                      | 6.4 (43.5)                    | 9.1 (48.4)                    | 6.6 (43.9)                    | 2.1 (35.8)                    | −3.7 (25.3)                   | −11.8 (10.8)                  | −17.4 (0.7)                   | −5.6 (21.9)                   |
| Mínima rècord °C (°F)                                           | −49.5 (−57.1)                 | −44.4 (−47.9)                 | −42.7 (−44.9)                 | −31.6 (−24.9)                 | −17.8 (0)                     | −3.7 (25.3)                   | −0.6 (30.9)                   | −5.5 (22.1)                   | −11.4 (11.5)                  | −28 (−18)                     | −34.5 (−30.1)                 | −41 (−42)                     | −49.5 (−57.1)                 |
| Precipitació mitjana mm (polzades)                              | 35 (1.38)                     | 29 (1.14)                     | 29 (1.14)                     | 28 (1.1)                      | 35 (1.38)                     | 57 (2.24)                     | 63 (2.48)                     | 61 (2.4)                      | 47 (1.85)                     | 50 (1.97)                     | 40 (1.57)                     | 35 (1.38)                     | 507 (19.96)                   |
| Neu mitjana cm (polzades)                                       | 54 (21.3)                     | 70 (27.6)                     | 76 (29.9)                     | 71 (28)                       | 14 (5.5)                      | 0 (0)                         | 0 (0)                         | 0 (0)                         | 0 (0)                         | 2 (0.8)                       | 16 (6.3)                      | 34 (13.4)                     | 337 (132.7)                   |
| Mitjana mensual d'hores de sol                                  | 12                            | 57                            | 125                           | 196                           | 240                           | 268                           | 269                           | 183                           | 109                           | 60                            | 22                            | 1                             | 1.542                         |
| Font: Climatological statistics for the normal period 1971–2000 |                               |                               |                               |                               |                               |                               |                               |                               |                               |                               |                               |                               |                               |

## Galeriay

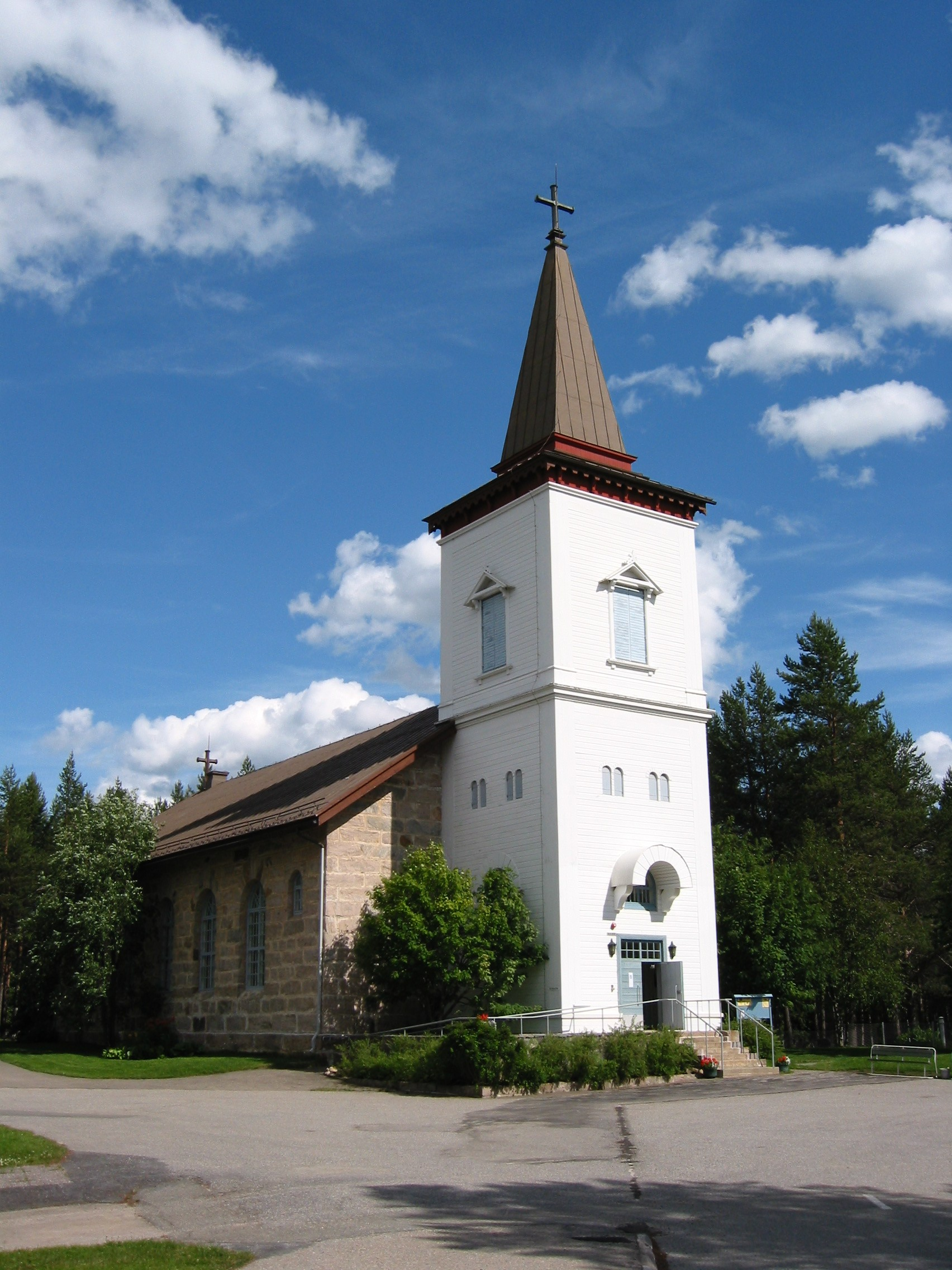
Sodankylä, església nova
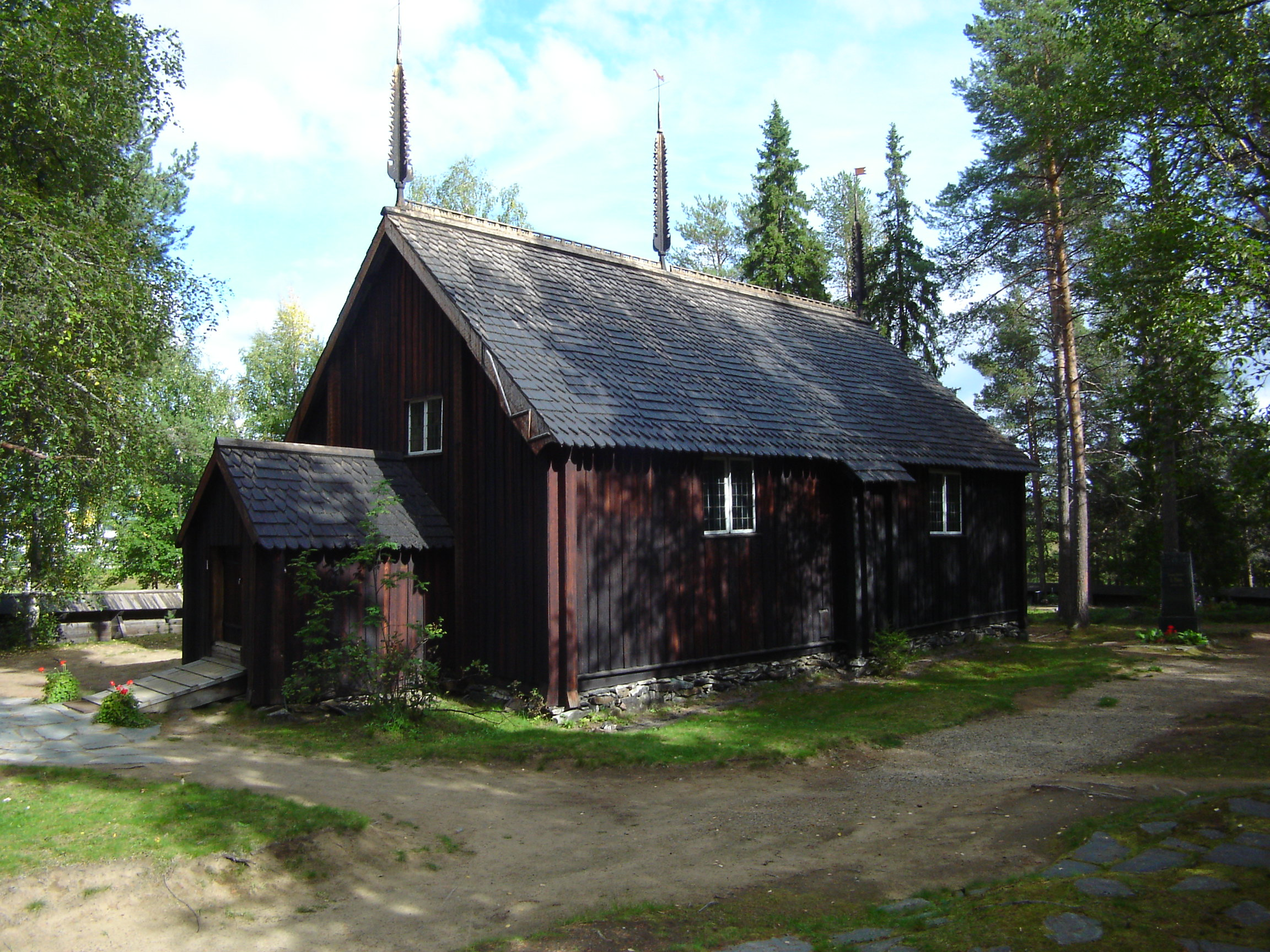
Sodankylä, església antiga